# 諾瑟米爾 (密蘇里州)
諾瑟米爾（英語：Noser Mill），又名盧瑟（Luther），是位於美國密蘇里州富蘭克林縣的非建制地區。

## 歷史
諾瑟米爾的郵局於1872年設立，其後於1908年停運。

## 地理
諾瑟米爾所處的海拔為高於海平面195米（即640英呎），而該地所採用的時區為UTC-6，即北美中部時區（CST）。同時該地設有夏令時間，為UTC-6調快一小時，即UTC-5（CDT）。